# Stockskär
Stockskär är en ö i Åland (Finland). Den ligger i Skärgårdshavet och i kommunen Sottunga i landskapet Åland, i den sydvästra delen av landet. Ön ligger omkring 42 kilometer öster om Mariehamn och omkring 240 kilometer väster om Helsingfors.
Öns area är 5,2 hektar och dess största längd är 320 meter i nord-sydlig riktning.